# سرنی آن لائونیز
سرنی آن لائونیز (به فرانسوی: Cerny-en-Laonnois) یک کمون (فرانسه) در فرانسه است که در ان (ا-دو-فرانس) واقع شده‌است. سرنی آن لائونیز ۷٫۲۲ کیلومتر مربع مساحت دارد.